# 2006 HC123
2006 HC123, também escrito como 2006 HC123, é um objeto transnetuniano que está localizado no Cinturão de Kuiper, uma região do Sistema Solar. Este corpo celeste está em uma ressonância orbital de 3:4 com o planeta Netuno. Ele possui uma magnitude absoluta de 7,5 e tem um diâmetro estimado com 139 km.

## Descoberta
2006 HC123 foi descoberto no dia 8 de abril de 2006 pelo astrônomo Marc W. Buie.

## Órbita
A órbita de 2006 HC123 tem uma excentricidade de 0,112 e possui um semieixo maior de 44,099 UA. O seu periélio leva o mesmo a uma distância de 39,179 UA em relação ao Sol e seu afélio a 49,020 UA.